# Orbital Sciences X-34
L'X-34 era un velivolo suborbitale sperimentale a basso costo, costruito dalla Orbital Sciences Corporation per testare la "tecnologia chiave" da integrare nel programma del Veicolo di lancio riutilizzabile (la NASA si era impegnata in tal senso per trovare, entro il 2010, un sostituto ad un solo stadio degli Space Shuttle).

## Storia del progetto
L'X-34 era un banco di prova riutilizzabile progettato per dimostrare le tecnologie essenziali per la riduzione del costo di accesso allo spazio. Queste comprendevano avanzate strutture composite, un serbatoio del carburante (RP-1) in composito, un avanzato sistema di protezione termica, e possibilità di volo autonomo.

Le prestazioni dell'X-34 erano all'incirca le stesse che l'X-15 aveva raggiunto 40 anni prima: la velocità di Mach 8 e l'altitudine di 250.000 piedi.
Il primo dei tre X-34 iniziò i voli di test a Edwards, nel giugno del 1999 trasportato dall'L-1011 TriStar di proprietà di Orbital Sciences.
Il primo volo autonomo era previsto per la fine del 2000, con i voli liberi a White Sands e test motorizzati sopra l'Oceano Atlantico al largo del Kennedy Space Center in Florida.
Avrebbe dovuto essere un velivolo automatico senza pilota alimentato da motori a razzo Fastrac, in grado di raggiungere Mach 8, e di compiere ben 25 voli-test all'anno.
Revisioni ai requisiti portarono alla crescita dei costi ed allo slittamento dei tempi previsti, così nel marzo 2001 la NASA cancellò il programma.
Gli unici voli effettuati furono quelli sotto lo L-1011.